# اتفاقية عكا
اتفاقية عكا (المعروفة أيضًا باسم هدنة القديس جان داكر ) اختتمت الحملة السورية اللبنانية في الحرب العالمية الثانية. الهدنة، الموقعة في 14 يوليو 1941، كانت بين قوات الحلفاء في الشرق الأوسط بقيادة الجنرال البريطاني هنري ميتلاند ويلسون، وقوات فرنسا الفيشية في سوريا ولبنان، تحت قيادة الجنرال هنري دينتز، القائد العام. لجيش الشام ( Armée du Levant ) والمفوض السامي للشام.

## وصف
بعد أن فقد السيطرة على الصحراء الشمالية ومحافظة الفرات وتعرضه للتهديد بالخسارة الوشيكة لبيروت، قرر الجنرال دنتز طلب الهدنة. في مساء يوم 11 يوليو، تلقى الفريق البريطاني كلود أوشينليك، القائد الأعلى لقيادة الشرق الأوسط، رسالة لاسلكية من دينتز تقترح تعليق الأعمال العدائية بعد ست ساعات، في منتصف الليل. وأعلن الجنرال دينتز استعداده للدخول في محادثات على أساس مذكرة قدمها إليه صباح ذلك اليوم قنصل الولايات المتحدة في بيروت نيابة عن الحكومة البريطانية. لكن دينتز أبدى تحفظًا مفاده أن الحكومة الفرنسية فوضته بالتعامل مع الممثلين البريطانيين فقط مع استبعاد ممثلي فرنسا الحرة.
تم النظر في المقترحات التي قدمها الجنرال دنتز على الفور من قبل مجلس حرب الشرق الأوسط. وأخذ المجلس في الاعتبار رأي القنصل الأمريكي في بيروت بأن دينتز لم يكن صادقاً على الإطلاق وربما يستغل الوقت على أمل إنقاذ الألمان في اللحظة الأخيرة. وبناءً على ذلك، رفض البريطانيون شروطه وتم استدعاؤه لإرسال مفوضين له إلى الموقع البريطاني على طريق بيروت - حيفا في الساعة 9 أو قبلها في 12 يوليو. سيؤدي الفشل في القيام بذلك إلى استئناف الأعمال العدائية في تلك الساعة.
في 12 يوليو، حضر المحادثات الرجل الثاني في قيادة حكومة فيشي، الفريق جوزيف أنطوان سيلفان راؤول دي فيرديلاك. لقد قطع كل الطريق من سوريا إلى عكا في الانتداب البريطاني على فلسطين ورافقته قافلة من كبار الضباط الأستراليين. مثّل الجنرال دي فيرديلاك جيش الشام في محادثات الهدنة بدلاً من قائده الأعلى الجنرال دينتز. يشير عدد 21 يوليو 1941 من مجلة تايم إلى أن دينتز أرسل دي فيرديلاك إلى المحادثات لأن دي فيرديلاك كان أكثر تأييدًا لبريطانيا وأقل مناهضة لديغول من دينتز.
في الساعة 2200 يوم 12 يوليو، تم التوقيع بالأحرف الأولى على هدنة سان جان داكر. كانت قوات الحلفاء ممثلة بالجنرال ويلسون، والعميد الجوي لو براون، والقوات الجوية الملكية، والكابتن جاف مورس، والبحرية الملكية، والجنرال الفرنسي الحر جورج كاترو. تم تمثيل فرنسا فيشي بواسطة دي فيرديلاك.
جرت محادثات الهدنة، وهي الأولى بين بريطانيا العظمى وفرنسا منذ عهد نابليون، في صالة الضباط في "ثكنة سيدني سميث " على مشارف مدينة عكا. في هذا الموقع تم تأسيس بستان الجليل، وهي مستوطنة زراعية. وعلى الرغم من سخاء الشروط البريطانية، إلا أن ممثلي فيشي أبدوا رفضًا موجزًا لهذه الشروط، ثم ألقوا الفوضى برمتها في حضن الجنرال دينتز. في يوم الباستيل في 14 يوليو، قام الجنرال دنتز، المفوض السامي لحكومة فيشي لدى دول المشرق، بتوقيع سوريا ولبنان على عاتق القوات البريطانية الغازية والقوات الفرنسية الحرة. عندما فتح الجنرال دي فيرديلاك قلمه ليضيف توقيعه، انطفأت جميع الأضواء في الغرفة، وهكذا تم إحضار دراجة نارية خاصة براكب الإرسال إلى الغرفة لإضاءة المكان بمصباحها الرأسي.